# Gustavo Borges
Gustavo França Borges (Ribeirão Prêto, 2 december 1972) nam als zwemmer namens zijn vaderland Brazilië deel aan vier Olympische Spelen. Bij zijn debuut, in 1992 in Barcelona, verraste de twee meter lange sprinter door de zilveren medaille te winnen op het koningsnummer, de 100 meter vrije slag. Borges woont in Jacksonville en studeerde aan de University of Michigan in Ann Arbor, waar ook Marcel Wouda neerstreek na de Spelen van 1992. Borges beëindigde zijn internationale loopbaan na de Olympische Spelen van 2004 in Athene, waar hij de vlag droeg namens Brazilië bij de sluitingsceremonie.

## Internationale erelijst

### 1992
Olympische Spelen in Barcelona:
- Tweede op de 100 meter vrije slag 49,43

### 1993
Wereldkampioenschappen kortebaan (25 meter) in Palma de Mallorca:
- Tweede op de 100 meter vrije slag 48,42
- Eerste op de 4x100 meter vrije slag 3.12,11
- Derde op de 4x200 meter vrije slag 7.09,38

### 1994
Wereldkampioenschappen langebaan (50 meter) in Rome:
- Derde op de 100 meter vrije slag 49,52
- Derde op de 4x100 meter vrije slag 3.19,35

### 1995
Wereldkampioenschappen kortebaan (25 meter) in Rio de Janeiro
- Tweede op de 100 meter vrije slag 48,00
- Eerste op de 200 meter vrije slag 1.45,55
- Eerste op de 4x100 meter vrije slag 3.12,42
- Derde op de 4x200 meter vrije slag 7.13,64

Pan-Amerikaanse Spelen in Mar del Plata:
- Eerste op de 100 meter vrije slag 49,31
- Eerste op de 200 meter vrije slag 1.48,40

### 1996
Olympische Spelen in Atlanta:
- Derde op de 100 meter vrije slag 49,02
- Tweede op de 200 meter vrije slag 1.48,08

### 1997
Wereldkampioenschappen kortebaan (25 meter) in Göteborg:
- Tweede op de 100 meter vrije slag 48,16
- Eerste op de 200 meter vrije slag 1.45,45

### 1998
Wereldkampioenschappen langebaan (50 meter) in Perth:
- Vijfde op de 100 meter vrije slag 49,62

### 1999
Pan-Amerikaanse Spelen in Winnipeg:
- Derde op de 100 meter vrije slag 50,10
- Eerste op de 200 meter vrije slag 1.49,41

### 2000
Olympische Spelen in Sydney:
- Zestiende op de 100 meter vrije slag 49,93
- Derde op de 4x100 meter vrije slag 3.17,40

### 2001
Wereldkampioenschappen langebaan (50 meter) in Fukuoka:
- Twaalfde op de 100 meter vrije slag 49,89
- Zevende op de 4x100 meter vrije slag
- Elfde op de 4x100 meter wisselslag 3.42,74

### 2002
Wereldkampioenschappen kortebaan in Moskou:
- Zevende op de 100 meter vrije slag 48,20
- Tweede op de 200 meter vrije slag 1.45,67
- Vierde op de 4x200 meter vrije slag 7.09,14
- Vijfde op de 4x100 meter vrije slag 3.13,60
- Zevende op de 4x100 meter wisselslag 3.35,59

### 2003
Pan-Amerikaanse Spelen in Santo Domingo:
- Derde op de 100 meter vrije slag 49,90

### 2004
Olympische Spelen in Athene:
- Twaalfde op de 4x100 meter vrije slag 3.20,20

- Virtual International Authority File: 965150325565410090005